# Inish Rath Island
Inish Rath Island je malý ostrov o rozloze 1 km², na jezeře Upper Lough Erne, v Severním Irsku. Je obydlený, přístupný veřejnosti, zajímavý svým využitím.

## Historie
První zmínky o osídlení ostrova sahají do doby před 2000 lety. Na ostrově Inish Rath v té době stál opevněný statek(odtud jméno ostrova - irsky rath, ráthú, znamená zabezpečení, ochrana a inis označuje ostrov) ve vlastnictví jednoho rozsáhlého rodinného klanu. Opevnění sloužilo jako ochrana před vlky a jiným nebezpečím, které představovali například zloději dobytka.
Od té doby nejsou dostupné žádné informace o dalším osídlení, až do poloviny 19. století, kdy je zmíněn Sir Henry Cavendish Butler, kterému daroval Lord Erne za manželku svou dceru a zároveň s tím i ostrov Inish Rath. Sir Henry postavil uprostřed ostrova dodnes stávající honosný dům, který byl používán po většinu času jako letní sídlo pro panstvo. Ti se shromažďovali na trávníku před domem a pořádali různé večírky a zábavy. Ostrov byl udržován asi dvaceti zahradníky, z nichž někteří bydleli v malém domku, který dodnes stojí sto metrů od hlavního domu. Na břehu ostrova jsou stále ještě viditelné zbytky několika přístavních mol a také neudržovaný dům na úschovnu lodí, které byly používány panstvem jak pro spojení s pevninou, ale i pro projížďky po jezeře, lov kachen a rybaření. Během první a druhé světové války většina šlechty padla v boji a také proto bylo v roce 1950 sídlo rodinou Cavendishe Bultera prodáno. Poté byl ostrov postupně ve vlastnictví několika různých rodin, většinou po dobu tří až osmi let, až do listopadu 1984, kdy byl koupen Mezinárodní společností pro vědomí Krišny (ISKCON, hnutí Hare Krišna).

## Kulturní dění a turistika
Hnutí Hare Krišna zpřístupnilo ostrov veřejnosti a pořádá zde kulturní programy s duchovní a filosofickou tematikou. Na ostrově se také konají kurzy jógy a vegetariánského vaření. Pro příchozí je možnost ubytování a stravování. Byla obnovena lesní stezka kolem ostrova, aby se mohli návštěvníci setkat se zdejšími přírodními zajímavostmi. Je možné si zde objednat průvodce.

## Příroda
Za dob, kdy zde sídlila šlechta, zde bylo vysazeno mnoho druhů různých, často cizokrajných dřevin, takže ostrov má z velké části podobu zámeckého lesoparku. Ostrov krášlí křoviny vzrostlých rododendronů (některé kvetou po celý rok, i v zimě), blahovičníků a množství stálezelených listnatých keřů. Ve větvích stromů hnízdí kolonie volavky popelavé, k vidění jsou také tmavé veverky a k večeru vycházejí na pastvu daňci (podle místních obyvatel to je prý pravděpodobně daněk evropský zkřížený s jelenem sikou). Volně zde žijí zajíci a také pávi.

## Dostupnost
Inish Rath Island je přístupný silnicí (B127) z Derrylinu a Lisnaskea až k Geaglum Quay, kde je k dispozici převoz lodí přímo na ostrov. Převoz pojme jedno, až dvě vozidla a od května do srpna přepravuje pravidelně ve 12 hod. a v 15 hod. za poplatek £ 3/£2.

### Související článek
- Upper Lough Erne